# Committee Article Thirty-Six
Het Committee Article Thirty-Six  (of Comité de l'article trente-six) is een raadgevende commissie van de Raad van de Europese Unie op het gebied van Justitie en Binnenlandse zaken. Meestal wordt het comité met het acroniem CATS aangeduid, met name op documenten.
Het comité bestaat uit hoge ambtenaren voornamelijk van de Ministeries van Justitie en Binnenlandse Zaken verschillende lidstaten. Het is, na de wijzigingen middels het Verdrag van Amsterdam, ingesteld op basis van artikel 36 van het Verdrag van de Europese Unie en heeft tot taak de Europese Raad op het gebied van politiële en justitiële zaken te informeren en daarop betrekking hebbende besluitvorming voor de Raad voor te bereiden.
In de praktijk speelt het CATS tevens een rol bij de coördinatie tussen de verschillende werkgroepen op dit terrein zoals de Douane werkgroep en de Politie werkgroep. 
Besluiten welke door het CATS zijn goedgekeurd worden eerst nog aan het COREPER voorgelegd alvorens de Europese Raad een definitieve beslissing neemt.
Sinds het Verdrag van Lissabon van kracht is (eind 2009) is het comité niet langer werkzaam op basis van artikel 36 maar op basis van artikel 71. Het is echter nog niet duidelijk of men in de toekomst nog zal spreken over het 'CATS'.